# باشگاه فوتبال وورسبورو بریج اتلتیک
باشگاه فوتبال وورسبورو بریج اتلتیک (به انگلیسی: Worsbrough Bridge Miners Welfare & Athletic Football Club) یک باشگاه فوتبال در شهر وورسبورو، کشور انگلستان است که در سال ۱۹۲۳ میلادی تأسیس شده‌است.